# 蓬泰布贾内塞
蓬泰布贾内塞（義大利語：Ponte Buggianese），是意大利托斯卡纳大区皮斯托亚省的一个市镇。总面积29平方公里，人口8818人，人口密度304.1人/平方公里（2009年）。ISTAT代码为047016。